# Wetherby

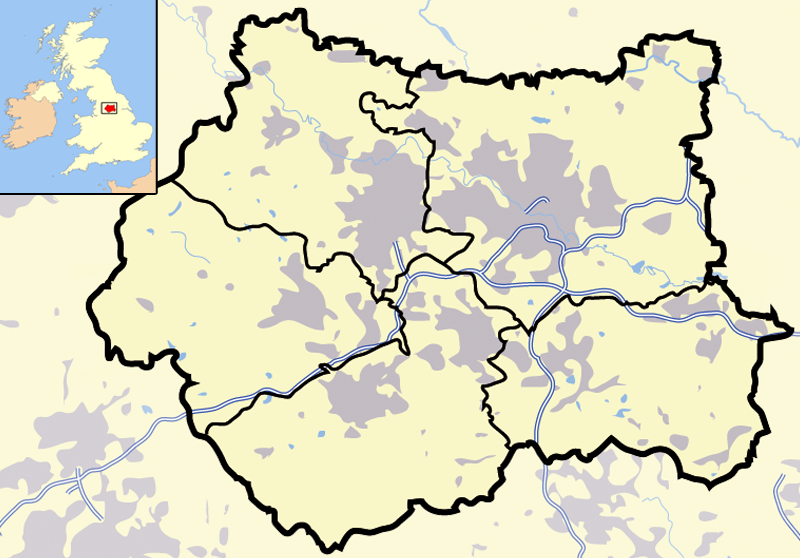
West Yorkshire (Wetherby).

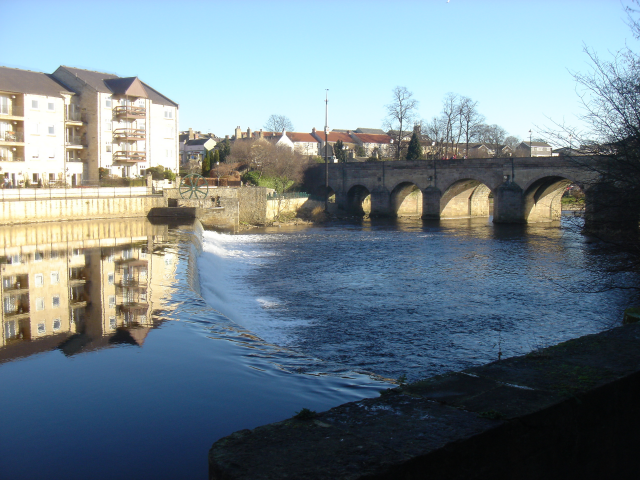
Río Wharfe en Wetherby.

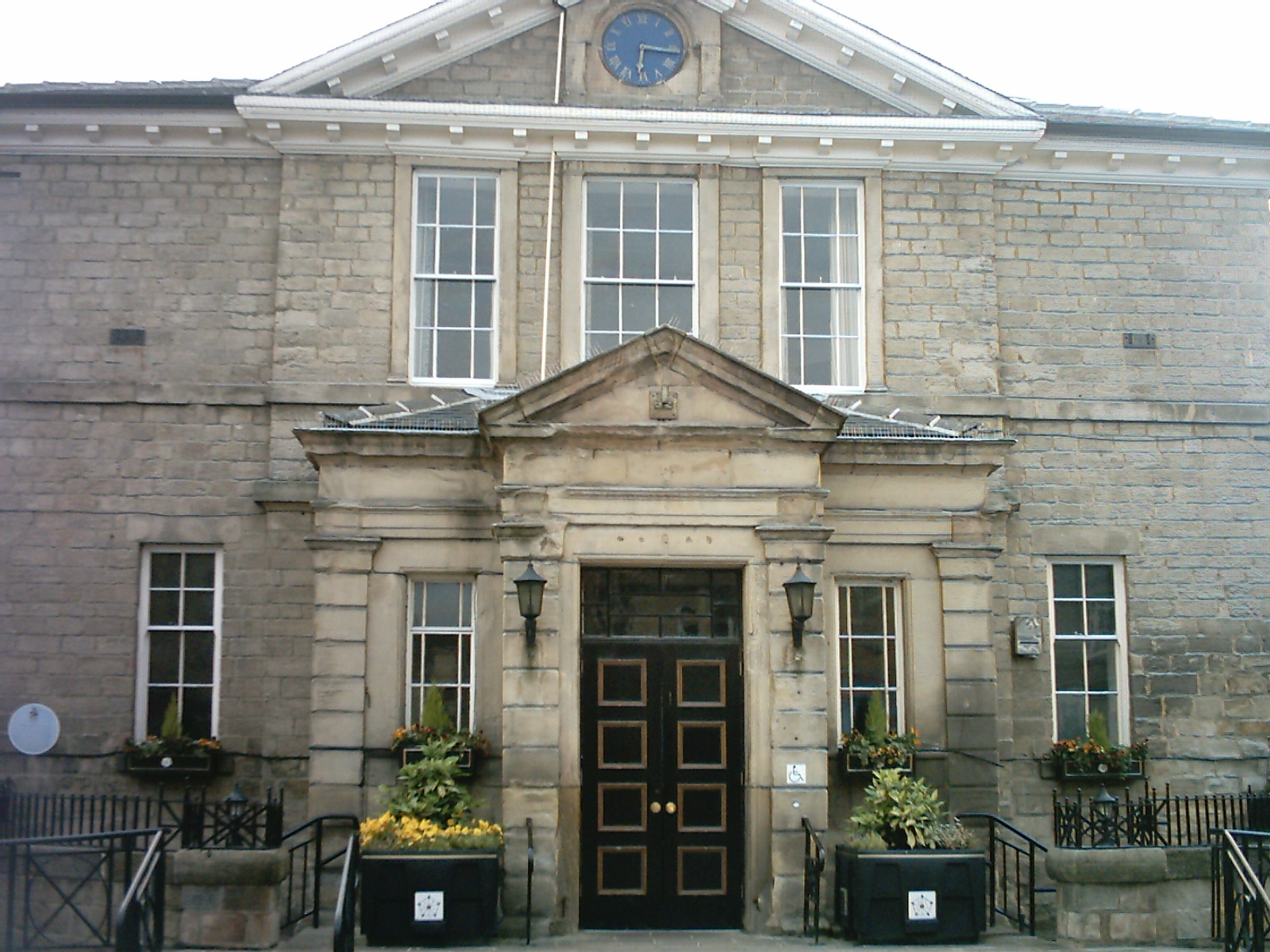
Ayuntamiento Wetherby.

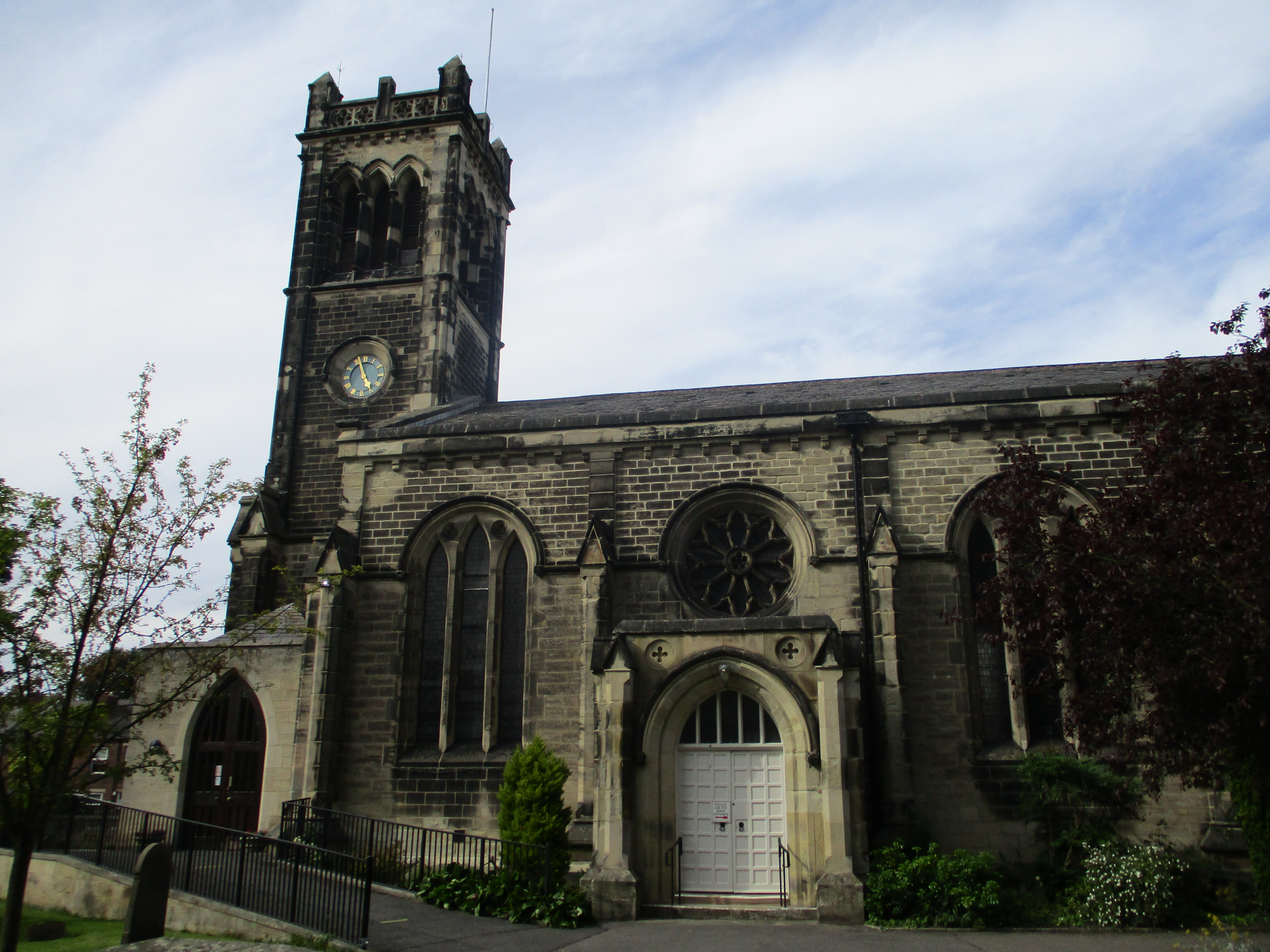
Iglesia de San James (Wetherby)

Wetherby es un pueblo situado cerca de Leeds en West Yorkshire, Inglaterra. Se encuentra en el distrito metropolitano de Leeds. El pueblo tiene una población de 22.000. Hay un mercado el jueves. Wetherby se conoce por su hipódromo.

## Historia
Wetherby tuvo un castillo. No obstante, ya no quedan evidencias de esto. El pueblo creció alrededor del A1 (Londres camino de Edimburgo), trayendo muchos pubs y hoteles a la ciudad. Los ferrocarriles de Wetherby se cerraron en 1965 y han sido quitados. Sus caminos son ahora utilizados por los ciclistas. El centro de ciudad de Wetherby se mejoró en la década de 1970 con el edificio del Centro de Horsefair.

## Transporte
Wetherby se sitúa en el A1. El aeropuerto más cercano es aeropuerto de Leeds Bradford. Wetherby conecta con Leeds, York, Wakefield y otras ciudades por los autobuses regulares.

## Celebridades
- Marcelo Bielsa aquí reside mientras ejerce la dirección técnica del plantel profesional de Leeds United.

## Salida

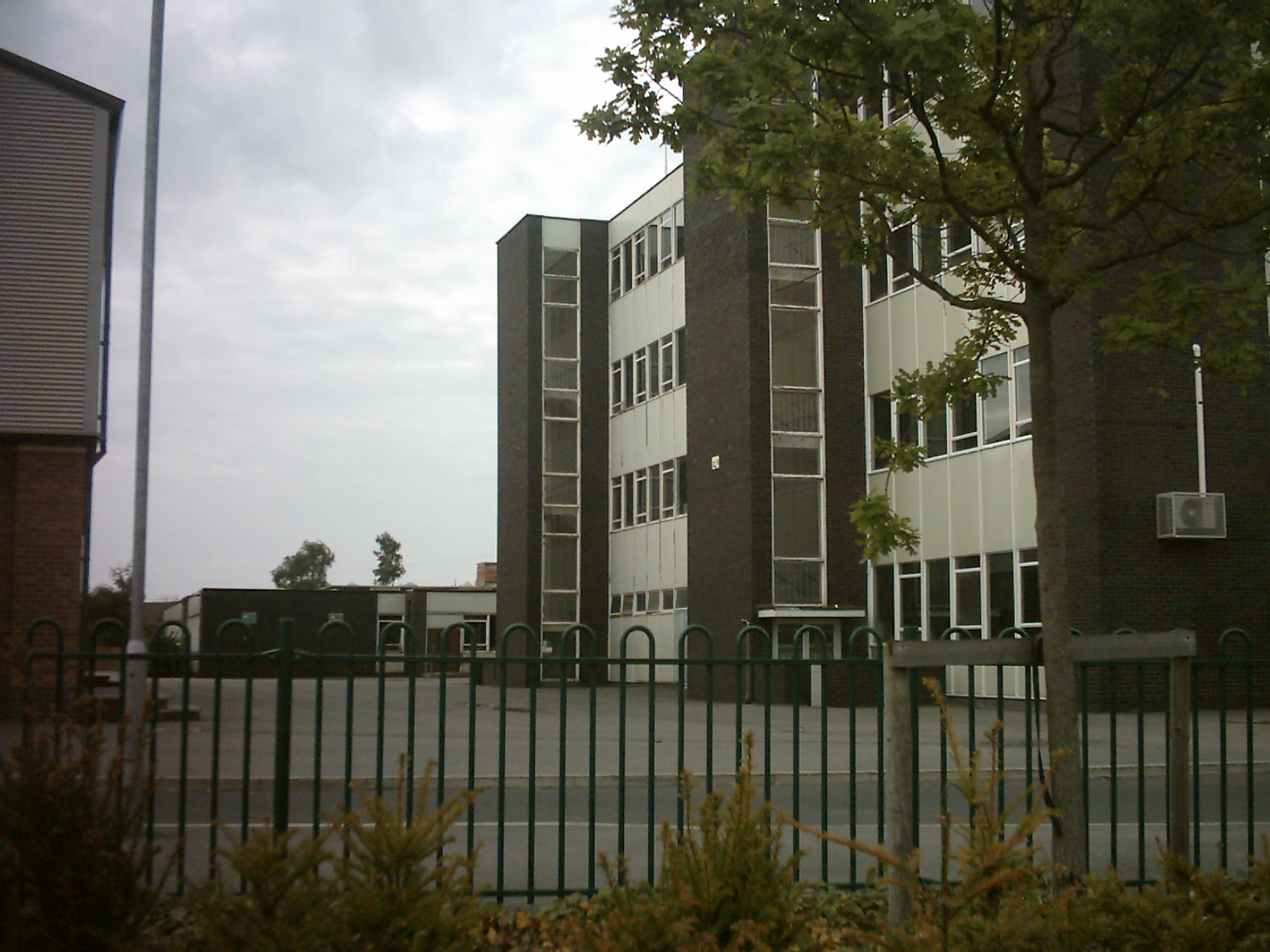
Wetherby High School.

Wetherby tiene cuatro escuelas menores y una escuela secundaria grande que toma a muchos estudiantes de áreas próximas, tales como Seacroft. Hay muchos 'Park Lane Colleges' en Leeds, que ofrecen principalmente cursos y clases nocturnas por horas. Wetherby High School era originalmente Wetherby Secondary Modern School. Ofrecía temas más prácticos para los estudiantes menos académicos hasta que fueron eliminados a finales de la década de 1970.
- Datos: Q817481
- Multimedia: Wetherby / Q817481